# Корець Герман Семенович
Герман Семенович Корець (1903, село Дольськ Камінь-Каширського повіту Волинської губернії, тепер Любешівського району Волинської області — ?) — український радянський діяч, голова виконавчого комітету Дольської сільської ради Любешівського району Волинської області. Депутат Верховної Ради УРСР 2-го скликання.

## Життєпис
Народився у селянській родині. До 1944 року працював у власному сільському господарстві у селі Дольськ Волинського воєводства.
Під час німецько-радянської війни був зв'язківцем радянського партизанського загону імені Лазо.
З 1944 року — голова виконавчого комітету сільської ради депутатів трудящих села Дольськ Любешівського району Волинської області.